# Тон Дик Тханг
Тон Дик Тханг (в'єт. Tôn Đức Thắng; 20 серпня 1888 — 30 березня 1980) — другий та останній президент Північного В'єтнаму, а також перший президент Соціалістичної Республіки В'єтнам. Голова Національного комітету Вітчизняного фронту В'єтнаму. Лауреат Міжнародної Сталінської премії «За зміцнення миру між народами» 1955 року.

## Біографія
Тон Дик Тханг народився 20 серпня 1888 року в громаді Міхоахинг (в'єт. Mỹ Hòa Hưng), провінція Лонгсюєн (нині провінція Анзянг). В дитинстві отримав традиційну освіту (включала ханв'єт, китайську філософію та історію) у приватного викладача в місті Лонгсюєн, потім він вступив до початкової школи сучасного типу в тому ж місті. Там він вивчив французьку. У віці 18 років він переїхав до Сайгона, де спочатку навчався у Далекосхідному інституті промисловості (1906–1909), а потім працював на заводі Башон, де зокрема 1912 року організував страйк.
Під час Першої світової війни служив у французькому флоті. 1919 року брав участь у повстанні французьких моряків у Чорному морі на військовому судні «Вальдек-Руссо» (фр. Waldeck-Rousseau) на підтримку Радянської Росії. Однак цей факт видається сумнівним деяким сучасним дослідникам біографії Тон Дик Тханга.
Після демобілізації працював у Парижі на заводі Рено. 1920 року повернувся на батьківщину та вступив на роботу в доки Башона, де, відповідно до офіційної версії, зайнявся організацією підпільного профспілкового руху, що вилилось у перший політичний страйк трудящих у В'єтнамі (серпень 1925), в якому брали участь близько 1000 чоловік. Однак політичні цілі цього страйку також не є беззаперечними.
1927 року Тон Дик Тханг вступив до Товариства революційної молоді В'єтнаму та увійшов до складу центрального комітету Півдня В'єтнаму.
1929 року був заарештований у зв'язку з так званою справою про вбивство на вулиці Барбіє (фр. Barbier) (нині вулиця Лі Чан Квана (в'єт. Lí Trần Quán)) в Сайгоні. Як член регіонального центрального комітету Тон Дик Тханг призначив трибунал у складі трьох осіб (28, 24 і 23 роки), який виніс смертний вирок одному з членів Товариства за «серйозну помилку» — його ставлення до активістки організації: він не «зневажав своїми особистими почуттями до тієї міри, щоб цілковито присвятити себе революції». Що приховано за цим формулюванням, зрозуміти неможливо. Рішення трибуналу було виконано в ніч з 9 на 10 грудня 1928 року. Вирок суду за цією справою було оголошено 15 липня 1930 року: Тон Дик Тханг отримав 20 років каторжних робіт на острові Пуло Кондор. Того ж року Тон Дик Тханг вступив до лав Комуністичної партії Індокитаю.
Після серпневої революції був звільнений. У подальшому займався політичною діяльністю, займав вищі державні пости. Помер 30 березня 1980 року в Ханої. Був одним із найстаріших політиків на посту президента Соціалістичної Республіки В'єтнам.